# Bactrocera kraussi
Bactrocera kraussi är en tvåvingeart som först beskrevs av Hardy 1951.  Bactrocera kraussi ingår i släktet Bactrocera och familjen borrflugor. Inga underarter finns listade.